# Ghom (Verwaltungsbezirk)
Ghom bzw. Qom (persisch شهرستان قم, ‚Schahrestan Ghom‘) ist ein Schahrestan in der Provinz Ghom im Iran. Er enthält die Stadt Ghom, welche die Hauptstadt des Verwaltungsbezirks ist. Der Verwaltungsbezirk bildet den einzigen Verwaltungsbezirk der Provinz Ghom und ist mit dieser deckungsgleich.

## Kreise
Der Verwaltungsbezirk gliedert sich in folgende Kreise:
- Zentral (بخش مرکزی)
- Ja'farabad (بخش جعفرآباد)
- Khaladschestan (بخش خلجستان)
- Nofel Loschato (بخش نوفل لوشاتو)
- Salafchegan (بخش نوفل سلفچگان)

## Demografie
Bei der Volkszählung 2016 betrug die Einwohnerzahl des Schahrestan 1.292.283. Die Alphabetisierung lag bei 95 Prozent der Bevölkerung. Knapp 89 Prozent der Bevölkerung lebten in urbanen Regionen.
| Zensusjahr | Einwohnerzahl |
| ---------- | ------------- |
| 1956       | 160.981       |
| 1966       | 179.862       |
| 1976       | 293.620       |
| 1986       | 616.963       |
| 1991       | 757.147       |
| 1996       | 853.044       |
| 2006       | 1.046.737     |
| 2011       | 1.151.672     |
| 2016       | 1.292.283     |